# داء نقل الدم الهيموسيدريني
داء نقل الدم الهيموسدريني (بالإنجليزية: Transfusion hemosiderosis)‏ هو تراكم الحديد في الكبد والقلب والغدد الصماء في مريض يتعرض لنقل الدم بصورة متكررة كما في حالات الثلاسيميا وفقر الدم المنجلي وفقر الدم اللاتنسجي ومتلازمة خلل التنسج النقوي.

## العلاج
يستخدم العلاج بالاستخلاب بواسطة أدوية تمخلب الحديد مثل ديفيروكسامين وديفيروبرون وديفيراسيروكس. أما إذا تسبب التحميل المفرط بالحديد بضرر نهائي بالعضو فإنه عموما غير انعكاسي وقد يحتاج المريض إلى زراعة عضو.